# Chilocorus circumdatus
Chilocorus circumdatus är en skalbaggsart som först beskrevs av Gyllenhall in Schönherr 1808.  Chilocorus circumdatus ingår i släktet Chilocorus och familjen nyckelpigor. Inga underarter finns listade i Catalogue of Life.